# 스티븐 리 (스키 선수)

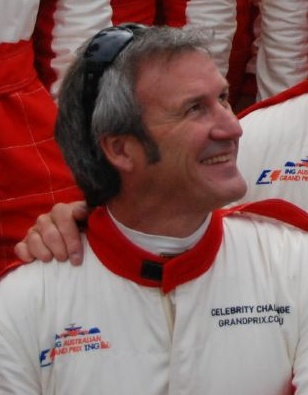
스티븐 리

스티븐 리(영어: Steven Lee, 1962년 8월 6일 ~ )는 오스트레일리아의 알파인 스키 선수이다.